# トム・ホッジス (俳優)
トム・ホッジス,トーマス・E・ホッジス（Tom Hodges、1965年7月1日 - ）は、アメリカ合衆国の俳優。

## 出演作品
- チャット 〜罠に堕ちた美少女〜
- スティグマータ 聖痕
- ディープ・ハプニング
- アンラッキー・ナイト/災難がいっぱい!
- 裏切りのKiSS
- マイケル
- ヘビーウェイト サマー・キャンプ奪還作戦
- クリスティーナの失踪
- 集団誘拐!消えたスクールバス
- ジェシカ/無垢なる願い
- ワンダーアーム・ストーリー
- ナーズの復讐 II/ナーズ・イン・パラダイス
- ルーカスの初恋メモリー